# Mahasamund (huyện)
Huyện Mahasamund là một huyện thuộc bang Chhattisgarh, Ấn Độ. Thủ phủ huyện Mahasamund đóng ở Mahasamund. Huyện Mahasamund có diện tích 4779 ki lô mét vuông. Đến thời điểm năm 2001, huyện Mahasamund có dân số 860176 người.